# Ivy Valentine
Isabella Valentine (イザベラ・バレンタイン Izabera Barentain), más conocida como Ivy (アイヴィー Aivī), es un personaje ficticio de la saga de videojuegos de lucha Soulcalibur. Su primera aparición fue en Soulcalibur (segunda entrega) reapareciendo en las siguientes entregas convirtiéndose así en uno de los personajes más emblemáticos de la Saga.
Es la  Ilegítima hija del pirata no-muerto Cervantes de León, Ivy fue criada por una noble familia hasta que su padre se obsesionó con la espada maldita, Soul Edge, lo que lo llevó a la muerte y más tarde la de su madre. Deseando destruir la espada, crea una espada segmentada y animada, solo para convertirse en el peón de la Soul Edge y aprender que tiene la intención de utilizarla como su próximo anfitrión. Después de que un ataque de Cervantes resulta en la pérdida de su alma, Ivy usa una artificial artificial para mantenerse con vida, y continúa después de la espada.
Desde su presentación, Ivy ha sido bien recibida, considerada por varias fuentes como un personaje femenino atractivo y fuerte. También ha sido incluida en varias listas de cuenta regresiva con respecto a personajes de videojuegos sexys. Algunos han examinado al personaje en el contexto de la serie y los videojuegos en general, y también en comparación con otros símbolos sexuales relacionados con videojuegos. Su papel como Símbolo sexual también ha sido discutido por dichas fuentes y los medios. Algunos argumentan que su apariencia va "Demasiado Lejos", mientras que otros creen que ayuda a definir su carácter.

## Sobre Ivy
Ivy es una aristócrata hija del pirata español, Cervantes de León. Nació en Inglaterra, sus padres adoptivos murieron cuando era muy joven. Tiene un gran pasado y una historia muy detallada. Su espada, llamada "Ivy Blade"(La Espada hiedra/ enredadera), es una espada tipo Serpiente que se puede desfragmentar para crear un látigo de hierro, con la cual puede dar estocadas, cortar o atrapar.

## Biografía
Ivy fue criada en el hogar de los Condes Valentine, una pareja de nobles ingleses prominentes que la adoptaron, y que vivían en Londres, Inglaterra. Sin embargo, su padre, tras ser conducido a la locura al malgastar la fortuna de la familia en su obsesión por la alquimia y la búsqueda de la maligna espada Soul Edge, murió. Pronto, después de la caída económica de la familia Valentine, su madre se vio gravemente enferma y confesó a Ivy, en su lecho de muerte, que la habían encontrado en su puerta hace años y que era adoptada; pero Ivy no tenía ningún interés en encontrar a sus padres biológicos. Ivy se enteró sobre la búsqueda de su padre adoptivo tras leer los diarios secretos de la familia y comenzó, eventualmente, a seguir sus pasos de su padre adoptivo, hasta que ella misma se convirtió en alquimista. En su investigación, averiguó que Soul Edge era una espada poseída, que conducía a la locura a aquellos que se veían inmiscuidos con ella y Ivy juró destruirla. Ivy quiso crear una espada capaz de igualar en poder a Soul Edge, y después de muchos intentos, tuvo éxito al crear un arma satisfactoria para este propósito con brujería antigua, pero la espada enredadera/serpiente estaba totalmente desprovista de vida, no como Soul Edge. Ivy sufrió una gran frustración y rabia, siguió intentando traer vida a su espada, pero ninguna cantidad de pociones o de encantamientos tenía éxito. 
Una noche, pudo convocar una mano deforme con extraños poderes mágicos y que dio vida a su espada. Tiempo después durante sus viajes para encontrar a Soul Edge, Ivy se vio envuelta con el Caballero Celeste conocido como Nightmare, y sus lacayos: Astaroth y Lizardman, descubriendo que Nightmare fue quien dio vida a su espada serpiente. Debido a esto, ella acordó ayudarles en la búsqueda de almas, olvidando que su plan principal era la búsqueda de Soul Edge. En vez de esto, ayudó a Nightmare a cazar almas sin saber que la espada de Nightmare era Soul Edge, la misma espada que había estado buscando por tanto tiempo. Eventualmente, comenzó a sentirse culpable por tomar las vidas de tanta gente inocente, y sus compañeros Lizardman, y Astaroth, además de Nightmare comenzaron a despreciarla. Al intentar escapar del grupo en el paso subterráneo del castillo de Ostrheinsburg, Astaroth dio con ella, y le reveló que la espada de Nightmare siempre fue la maligna espada Soul Edge; que la energía vital en la espada de Ivy, era energía proveniente de Soul Edge; y que la única razón por la que había estado en el grupo fue que Soul Edge influyó a Nightmare a espiar a Ivy para que no descubriera nada relevante, de modo que Ivy pudiera ser un anfitrión de la espada si algo le llegase a suceder a Nightmare. Astaroth derrotó a Ivy en batalla y estaba a punto de asesinarla cuando Kilik, Xianghua y Maxi, atacaron el castillo. Astaroth dejó a Ivy y fue a combatir contra los atacantes, ordenando a sus golems que mataran a Ivy. Pero Ivy pudo a duras penas derrotarlos a todos. Sin poder creer lo que Astaroth le dijo sobre Nightmare y su espada, decidió hablar con Nightmare sobre la verdad cuando la ninja Taki la atacó. Combatió a Taki, pero con las heridas que Ivy tenía y el cansancio, una vez más, fue derrotada. Taki, al sentir la energía malvada de Soul Edge, afirmó que la historia de Astaroth sobre como la espada de Ivy había sido infundida con algo de energía malvada de Soul Edge era verdad. Asimismo Taki al detectar en Ivy un aura malvada; le contó a Ivy que la última vez que se había sentido tan mal por una aura malvada fue cuando combatió al dueño anterior de la espada maligna Soul Edge, el pirata Cervantes de Leon. Taki reveló a Ivy que poseía la esencia del mal en su sangre, pues era la hija de Cervantes de León. Horrorizada por la terrible verdad, Ivy regresó a su mansión y se encerró para permanecer aislada por mucho tiempo en su laboratorio.
Después de cuatro años de investigar a la espada Soul Edge, Ivy volvió con una nueva y gran decisión por destruir Soul Edge y todo lo que conectaba con la espada, incluyendo Cervantes y eventualmente ella misma. Pero Ivy era seducida por la espada aunque mantuvo su voluntad con gran determinación. Al iniciar su viaje para destruir Soul Edge, le puso un nuevo nombre a su espada, llamándola como su apellido: "Valentine" y en el curso del viaje, su espada comenzó a cambiar al punto de llegar a ser más inestable que nunca, entonces ella volvió a la mansión Valentine para investigar este suceso. En su regreso, se detuvo en una ciudad académica en Inglaterra para comprar textos y libros sobre las artes arcanas; y los leyó exhaustivamente en su regreso, especialmente un volumen por el que poseía un interés muy especial. Era mucho más viejo que los otros libros. Allí se describía detalladamente la naturaleza y el origen de la espada Soul Edge. Ésta era la información más detallada sobre la espada que ella había conseguido. Pero en los textos, Ivy se enteró de la existencia de una segunda espada, Soul Calibur. Otra espada mística con vida y alma, pero que poseía una presencia "buena" que se había desgastado en anteriores encuentros contra la espada Soul Edge, estas dos espadas eran conocidas como Las Espadas de las Almas, Soul Edge y Soul Calibur. La historia era dura de creer para ella, pero la descripción era tan exacta que la reconoció como verídica. Después de un mes de trabajos, Ivy pudo descifrar cada detalle referente a la descripción de Soul Calibur, y se convenció totalmente de su existencia. 
Durante todo este tiempo, Ivy no salió del laboratorio de su mansión, cayendo en una especie de estado hipnótico obsesivo por saber más y más sobre éstas espadas. Un día, Ivy se vio interrumpida cuando escuchó ruidos en el interior de la mansión. Asustada, recorrió la casa, hasta encontrarse con un hombre de piel oscura, muy enigmático que estaba en el interior de su casa. Ella le detuvo exigiendo firmemente su identidad, pero Él le contestó solamente con otra pregunta: "Dime, ¿Leíste o no leíste ese libro". Ivy que tenía el libro en sus manos, lo limpió del polvo y, tomando su distancia, desenvainó su arma. De aparentemente ninguna parte, el hombre sacó una gran guadaña (Hoz). Los dos combatieron, esquivando cada ataque mortal que el otro hacía. Pero la inestabilidad de la espada de Ivy comenzó a mostrarse, dejando una abertura leve en su defensa, Ivy fue herida. Logró recuperar su distancia, pero el libro ya no estaba más bajo su poder. El hombre enigmático (el mago Zasalamel) se lo había quitado llamándolo un error de su pasado, y le prendió fuego al libro, dejándolo caer al piso quemando el suelo. Mientras que se dio vuelta, Ivy le llamó para que se detenga. Él dio vuelta solamente alrededor para decirle que si ella deseaba saber todo sobre las espadas, que buscara al Caballero que tan bien conoce; y el enigmático ser desapareció tras las llamas. Ivy apagó el fuego y pensó en la información sobre Soul Calibur, en la cual no podía dejar de pensar. Así, que se juró destruir Soul Edge de una vez por todas, y al fin la inestabilidad de su propia espada pudo ser explicada. Ella maldijo a Zasalamel por su atrevimiento, y decidida a saber la verdad sobre Soul Calibur, y si ésta existía de verdad, Ivy la tomaría en su poder.
Al poco tiempo, el padre de Ivy, Cervantes de León se cruzó en su camino buscando reclamar el alma de su hija, para sí. Tras un combate devastador, Ivy es derrotada. A punto de morir, Ivy logra formular un hechizo que le restaura la vida, pero no por mucho tiempo, así que en ese poco tiempo Ivy tendría que hacer todo lo que le faltaba...
No se sabe que hizo Ivy después. Soul Calibur purificó el alma de Ivy y limpió de su cuerpo la sangre de Soul Edge. Al momento de la purificación, Ivy iba muriendo debido al poder de la presencia de Soul Calibur, pero su espada, Valentine, la salva, para así, dar un futuro nuevo a Ivy...

## la Espada enredadera o Ivy Blade
Valentine (La Espada de Ivy). Es una espada seccionada unida por cables de acero, o espada de serpiente con la capacidad de ampliarse y contraerse en voluntad. Ivy la desarrolló como ayuda en su búsqueda para destruir a la espada Soul Edge. Ella basó su diseño en una espada látigo dividida en segmentos. Las primeras tentativas eran azotes mecánicos, basados en poleas y cables, pero ella rechazó esas ideas y comenzó a usar la magia alquímica para crear el arma perfecta. Ella convocó la mano de Nightmare para dar vida a su arma, pero ella era ignoraba que esta energía provenía de Soul Edge, la misma espada que ella intentó destruir. Después de que ella descubriera que su sangre y el arma maldita también estaban ligada a su espada, ella cambió el nombre de su arma a “Valentine”.

## Recepción
Aunque comúnmente se lo cita como uno de los personajes más difíciles de interpretar en la serie Soul, Ivy ha recibido una gran acogida positiva y ha sido descrito como uno de los personajes más "básicos" e "incondicionales" de la serie. Desde su aparición en Soulcalibur II, Ivy fue nominada en los premios G-Phoria 2004 de G4 en "Hottest Character", junto a Vanessa Z. Schneider y Rikku, también fue un personaje en su serie de premios Video Game Vixens 2005, ganando en la categoría de "Accesorio Kinkiest". Varias otras listas de "Top Ten" también han presentado a Ivy en un contexto similar, incluidos los de Team Xbox, Machinima, Inc., y Spike TV. En 2009, apareció en la portada de la revista francesa Ig junto a otros personajes femeninos de videojuegos como una de las principales heroínas de los videojuegos. 
Ivy fue citado en el libro "América desconectada" como un ejemplo del contraste de Soulcalibur II con títulos como Mortal Kombat y Street Fighter en términos de una experiencia similar en el mundo real. La revista Play la llamó una de las Mejores mujeres en todos los combates 3D, y agregó que los personajes de la serie eran los que más disfrutaban jugando. Ella ocupó el segundo lugar en el artículo "Soulcalibur: The Top Ten Fighters" de IGN, que declaró Pocas, si es que hay, combatientes del Soul tan acertadamente resumen de lo que se trata la serie como Ivy Valentine. IGN también la incluyó en su lista de personajes invitados que les hubiera gustado haber visto para Super Smash Bros. Brawl, y en su lista "Top 50 Chicks Behaving Badly", describiéndola como Un dolor en el culo, pero ella tiene una apretada, entonces ella está bien con nosotros. GameSpy la nombró una de las "25 peleas extremadamente ásperas" en los videojuegos, alabando la brutalidad de su estilo de lucha y su arma. Tom's Games la nombró una de las cincuenta mejores personajes femeninas en la historia de los videojuegos, declarando que como Un antihéroe que frecuentemente choca con otras almas, Ivy es un personaje fascinante para un juego de lucha. UGO.com colocó a Ivy en el décimo sexto puesto en su lista de las "50 mejores mujeres malvadas", señalando su papel como antagonista en el primer Soulcalibur, y agregó que podría ser Difícil de apreciar realmente su villanía debido a su atractivo, y añadiendo que apariencia y actitud la hicieron Una competidora temida. En 2013, Complex reclutó a los 20 mejores personajes de la serie, ubicándola en el séptimo mejor personaje.
Ivy apareció varias veces en la serie de artículos "Babe of the Week" de GameDaily, incluso como artículo independiente y en el undécimo lugar en su artículo "Top 50 Hottest Game Babes". Más tarde la nombraron entre otros personajes femeninos de la serie Soul como un ejemplo de un personaje femenino fuerte e icónico en videojuegos. The New York Times sintió que su aparición provino de la misma ciberestesia gótica que nos dio The Matrix, una que sentían que ya se estaba volviendo obsoleta. UGO.com clasificó su décimo octavo en su artículo "Top 50 Videogame Hotties", afirmando que Por mucho que infunda miedo en nuestros corazones, nos deleitamos en la oportunidad de mirarla desde la seguridad de nuestros televisores. En artículos posteriores, la nombraron una de las once mejores chicas de los juegos en el número diez y una de las once mejores heroínas de los videojuegos en el número ocho, diciendo ¿Qué puedes decir sobre una chica que lleva un látigo? Estamos hablando de Ivy de la serie Soul Calibur, podrías decir que es bastante intimidante.

## Ivy en el Juego
Ivy es el personaje con las mejores habilidades a larga distancia. Por muchos, es tomada como la mejor luchadora de Soul Calibur, siendo especialmente poderosa a larga distancia debido a la mencionada capacidad de alargamiento de su espada, y con patadas ágiles y poderosas que pueden arrojar al enemigo fuera del ring.
En Soulcalibur II, Ivy es considerada la más poderosa, con combos muy fuertes, con sus mejores ataques donde su espada se desfragmenta y los fragmentos azotan contra el enemigo quitándole, al menos el 50% de su vida, este movimiento, tomado como el combo más difícil y más poderoso del juego se llama Summon Suffering y un combo así sólo es característico de Ivy, pues otros personajes tienen combos parecidos pero no tan complicados. En Soulcalibur III se le agregó un nuevo combo, que es idéntico pero se debe hacer con su espada en forma de látigo.
El Campeón Mundial de videojuegos Harold "Kageh" Hess usó a Ivy para ganar la copa de Soul Calibur.